# Хедман, Виктор
Ви́ктор Э́рик У́лоф Хе́дман (швед. Victor Erik Olof Hedman; род. 18 декабря 1990 года, Эрншёльдсвик, Швеция) — шведский хоккеист, защитник и капитан клуба НХЛ «Тампа-Бэй Лайтнинг». Чемпион мира 2017 года в составе сборной Швеции. Двукратный обладатель Кубка Стэнли (2020, 2021). Занимает второе место по результативности среди всех действующих шведских игроков в НХЛ после Эрика Карлссона.

## Карьера
Виктор Хедман является одним из самых габаритных игроков НХЛ: 198 см и 104 кг.
В декабре 2011 года «Тампа-Бэй Лайтнинг» продлили контракт Хедмана на 5 лет до конца сезона 2016/2017. Сумма сделки составила $ 20 млн.
На время локаута подписал контракт с казахстанским «Барысом», который выступает в КХЛ. В Астане Хедман сразу же стал любимцем публики. Его блестящая игра не осталась без внимания. Он стал защитником месяца в ноябре.
Летом 2016 года продлил контракт с «Тампой» на 8 лет на $ 63 млн, начиная с сезона 2017/18.
В сезоне 2016/17 набрал 72 очка (16+56) в 79 матчах и стал вторым бомбардиром среди защитников НХЛ (после Брента Бёрнса) и лучшим ассистентом. Также Виктор стал рекордсменом «Лайтнинг» по очкам за карьеру среди защитников. Однако «Тампа-Бэй» впервые за 4 сезона не смогла пробиться в плей-офф. Тем не менее Хедман впервые в карьере был номинирован на «Джеймс Норрис Трофи», но в голосовании занял второе место, уступив Бёрнсу.
В сезоне 2017/18 Виктор установил личный рекорд по голам (17) и помог «Тампе» выиграть Восточную конференцию по итогам регулярного чемпионата. Защитник вновь попал в тройку финалистов в голосовании на «Норрис Трофи» и в этот раз заслуженно получил индивидуальную награду, опередив в голосовании на 221 очко Дрю Даути.
В сезоне 2021/22 набрал 85 очков (20+65) в 82 матчах, установив личный рекорд по голам, передачам и очкам в НХЛ. Хедман занял третье место по набранным очкам среди защитников после Романа Йоси (96) и Кейла Макара (86). По ходу сезона Хедман преодолел отметку в 600 набранных очков в НХЛ и вошёл в топ-50 самых результативных защитников в истории лиги. В плей-офф набрал 19 очков (3+16) в 23 матчах. Хедман стал 14-м защитником в истории НХЛ, которому удалось набрать 100 очков в матчах плей-офф. «Лайтнинг» дошли до финала, но не сумели третий раз подряд выиграть Кубок Стэнли, уступив «Колорадо Эвеланш».
В сезоне 2022/23 набрал 49 очков (9+40) в 76 матчах при показателе полезности +10. По ходу сезона преодолел отметку 500 передач за карьеру в НХЛ, а также вошёл в топ-40 самых результативных защитников НХЛ.
4 декабря 2023 года сыграл свой 1000-й матч в регулярных сезонах НХЛ. Хедман стал 17-м шведским хоккеистом, достигшим этой отметки. 18 января 2024 года набрал 4 очка (1+3) в игре против «Миннесоты» (7:3). Всего в сезоне 2023/24 набрал 76 очков (13+63) в 78 матчах при показателе полезности +18. По ходу сезона вошёл в топ-30 самых результативных защитников в истории НХЛ.

## Статистика
| Легенда | Легенда                    | Легенда | Легенда                   | Легенда | Легенда    |
| ------- | -------------------------- | ------- | ------------------------- | ------- | ---------- |
| И       | Количество проведённых игр | Штр     | Штрафное время            | +/−     | Плюс-минус |
| Г       | Голы                       | П       | Голевые передачи          | О       | Очки       |
| -       | Статистика неизвестна      | —       | Статистика не учитывалась |         |            |